# 盧齊基
盧齊基（羅馬化：Lutsyky）是烏克蘭西部利維夫州利維夫區拉瓦-魯斯卡市鎮的村莊。該村面積0.29平方公里，海拔高度234米，2001年人口67，人口密度每平方公里231.83人。